# Hugh Edward Egerton
Hugh Edward Egerton, född den 19 april 1855, död 1927, var en brittisk historiker.
Egerton var professor i historia vid Oxford 1905–1920, och utgav bland annat Origin and Growth of the English Colonies (1902, 3:e upplagan 1920), Canada under British Rule (3:e upplagan 1908–1922), Federations and Unions within the Empire 1911 (2:a upplagan 1924), British Foreign Policy in Europe (1917), British Colonial Policy in the 20th Century (1922), The Causes and Character of the American Revolution (1923). Egertons mest spridda arbete är Short History of British Colonial Policy (6:e upplagan 1920).